# Lennonova zeď

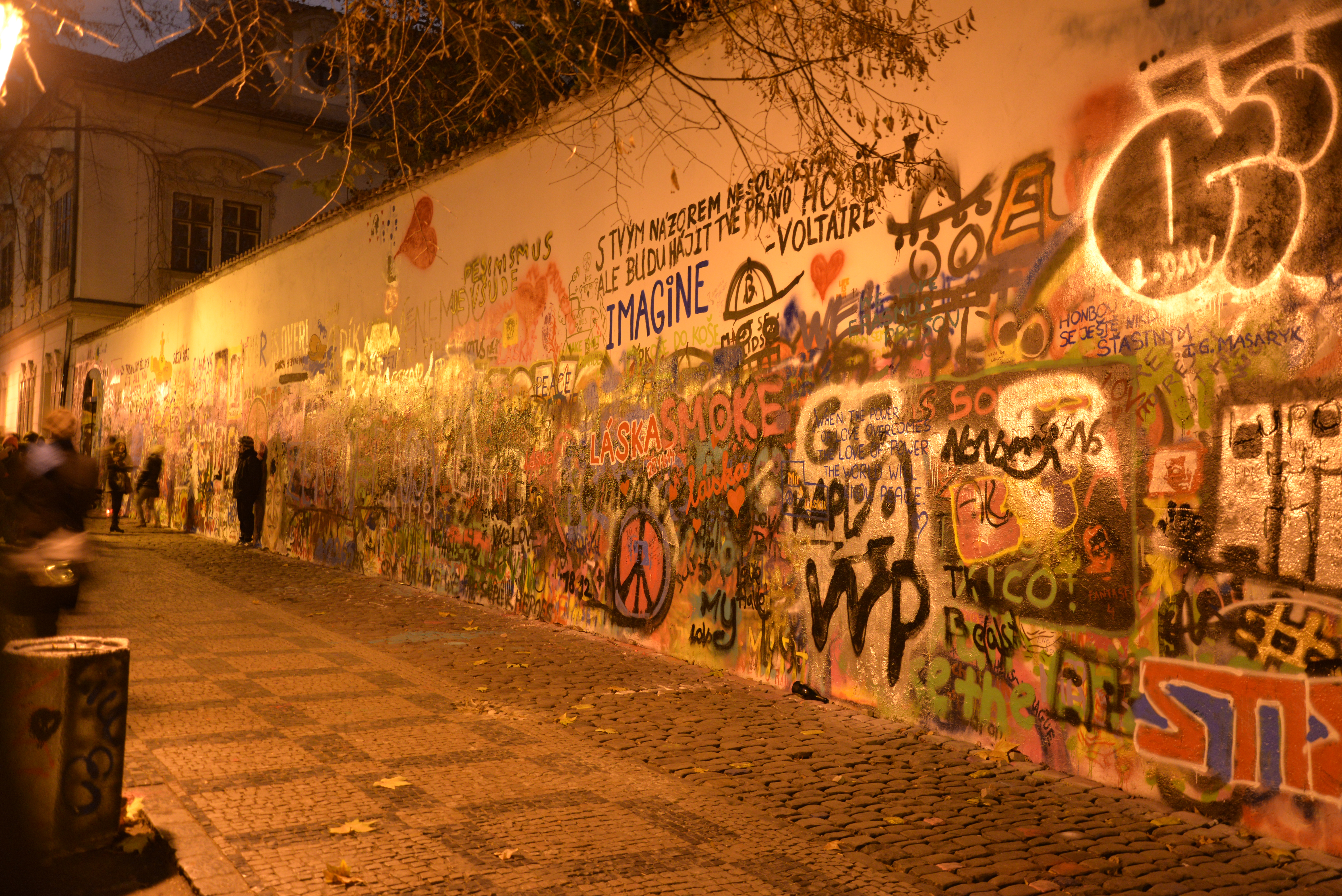
Podoba zdi v listopadu 2014, 14 dnů po zabílení

Lennonova zeď je zeď zahrady paláce maltézského velkopřevorství na severní straně Velkopřevorského náměstí v Praze na Malé Straně, na které se s odkazem na zpěváka Johna Lennona od 70. let 20. století objevují nápisy a malby.

## Historie

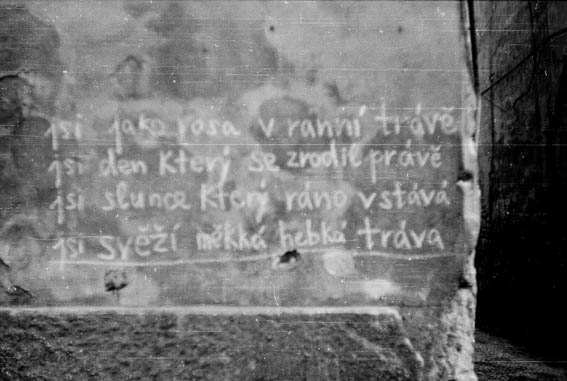
Zeď v roce 1977

Historie nápisů na zdi sahá podle pamětníků do 60. let 20. století, kdy se zde objevovaly vzkazy pro Jana Wericha, který bydlel nedaleko na Kampě, později protestní nápisy. Petr Blažek uvádí, že malování na zdech malostranských domů zmiňuje ve svém fejetonu z jara 1977 signatář Charty 77 Jiří Bareš. Blažek píše: „Autor samizdatově šířeného textu vzpomínal na podzim roku 1967, kdy spolu s kamarády psal po zastavení Literárních novin protestní hesla v nočních pražských ulicích. Připomněl také období po okupaci Československa vojsky států Varšavské smlouvy. Na konci srpna 1968 bylo nápisů na pražských zdech tolik, že natěračům trvalo několik let, než písmo přestalo pod novými fasádami prosvítat. V době, kdy Bareš psal svůj fejeton, (jaro 1977) se na stejném místě u Čertovky nacházela již podle jeho slov pouze záplava banalit, která neměla žádný viditelný vztah k tehdejším poměrům. Současně si ovšem všiml, že se verše na omítkách rozšířily a táhly se již do poloviny Velkopřevorského náměstí.“
Od sedmdesátých let byla nazývána „Zeď nářků“. Objevovaly se na ní křídou psané básně – většinou milostné. Občas byly zamalovány bílou barvou, ale brzy se objevily další.

### Osmdesátá léta

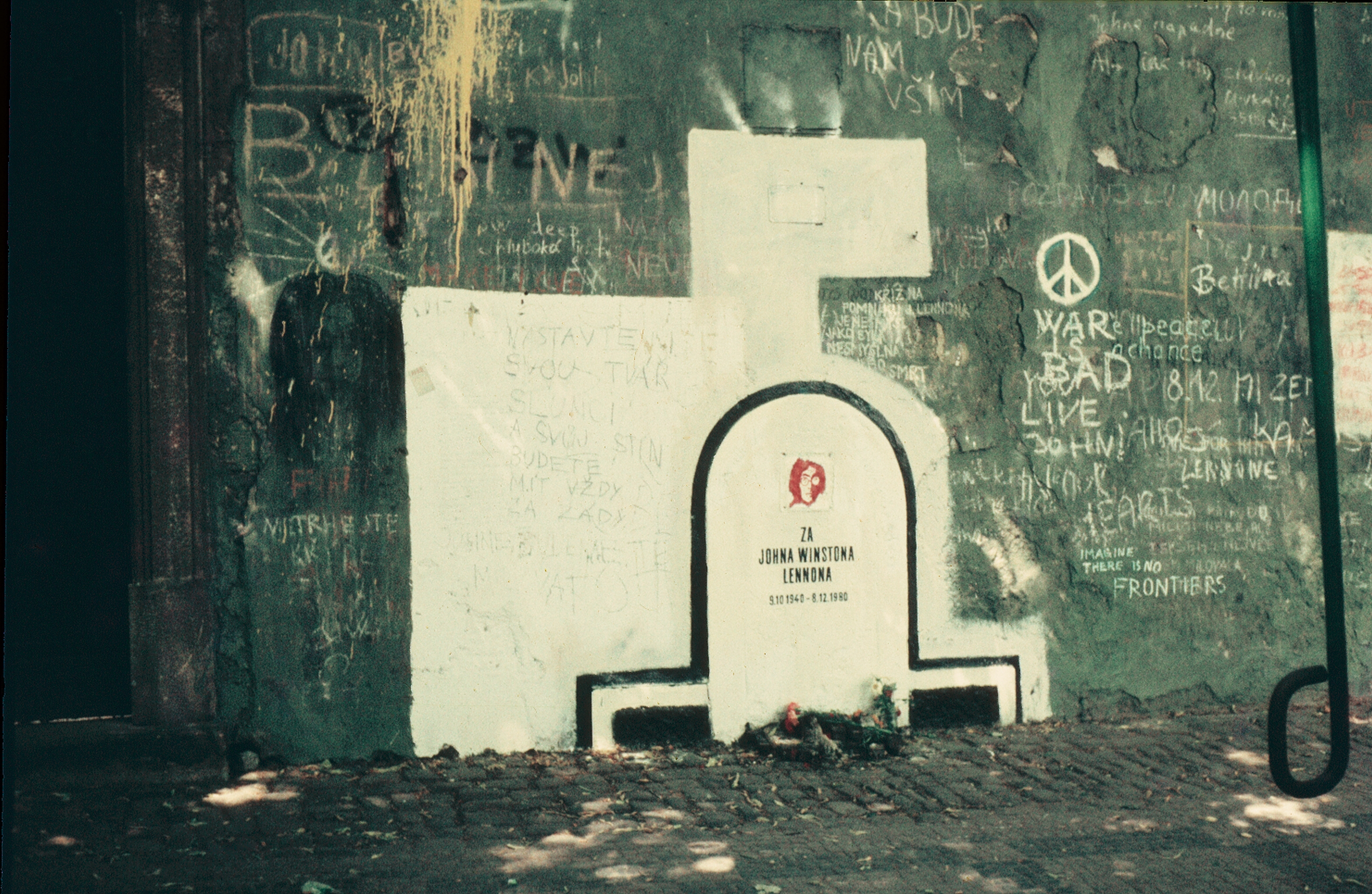
Podoba zdi okolo roku 1983

Po smrti Johna Lennona v prosinci 1980 kdosi využil prázdné kamenné desky, která bývala zřejmě součástí veřejného vodovodu, k vytvoření symbolického náhrobku Johna Lennona. Neznámý autor křídou napsal Za Johna Lennona a nad nápis nakreslil kříž. K symbolickému náhrobku nosili lidé květiny, svíčky a Lennonovy fotografie. Na počátku roku 1981 kdosi nahradil nápis novým, vytvořeným podle šablony, s Lennonovými životopisnými daty, který doplnila jeho fotografie. Brzy se na blízké zdi začaly objevovat graffiti inspirované Johnem Lennonem a útržky textů písní hudební skupiny Beatles.
K proslulosti místa přispěla Jazzová sekce, která na podzim 1981 zařadila fotografie pomníčku do sborníku o Lennonovi. O Lennonově zdi postupně psaly i některé samizdatové či exilové časopisy.
V dubnu 1981 byla zeď poprvé přetřena, a to zelenou barvou, zřejmě v souvislosti s přípravami XVI. sjezdu KSČ. Podle Romana Laubeho toto plošné přemalování zdi zcela změnilo atmosféru místa, ze zdi zmizela poezie a objevila se řada hesel s politickým podtextem, například „Palach by plakal“. Zeď byla přemalována několikrát – na zeleno i na šedivo. Po setkání desítek mladých lidí k prvnímu výročí Lennonovy smrti 8. prosince 1981 byly na zeď umístěny plakátovací plochy, protože přemalovávání nepomáhalo. Každoroční setkání Lennonových fanoušků se v dalších letech přemístila na náměstíčko u Čertovky a postupně přerostla ve večerní pochody Prahou, proti kterým zasahovala policie. Tisk psal o účastnících jako o alkoholicích, duševně postižených, sociopatech a agentech západního světa; jejich aktivitu označoval za lennonismus.
Od poloviny 80. let se na Kampě mj. podepisovaly petice proti rozmístění jaderných zbraní na obou stranách Evropy, požadující propuštění politických vězňů a umožnění výkonu náhradní civilní služby. Původně malá, spontánní setkání přerostla pod vlivem policejních zásahů v protirežimní vystoupení. Byla to od roku 1970 největší protestní shromáždění a předznamenala pouliční demonstrace na konci 80. let 20. stol.
Protože lennonovská setkání ve 2. pol. 80. let nepomáhaly odstrašit ani stovky nasazovaných policistů, řešila StB situaci jinak: se schválením předsednictva ÚV KSČ zorganizoval prosincový sraz v roce 1988 Socialistický svaz mládeže a u Čertovky uspořádal folkový koncert. Komunistický funkcionář Miroslav Štěpán navrhl na Velkopřevorském náměstí zřídit oficiální Lennonovu pamětní desku připomínající jeho mírové aktivity.
V prosinci 1989 výroční setkání v euforické atmosféře uspořádal původně opoziční Mírový klub Johna Lennona. O něco později byla ze zdi odstraněna plakátovací plocha.

### Po roce 1989

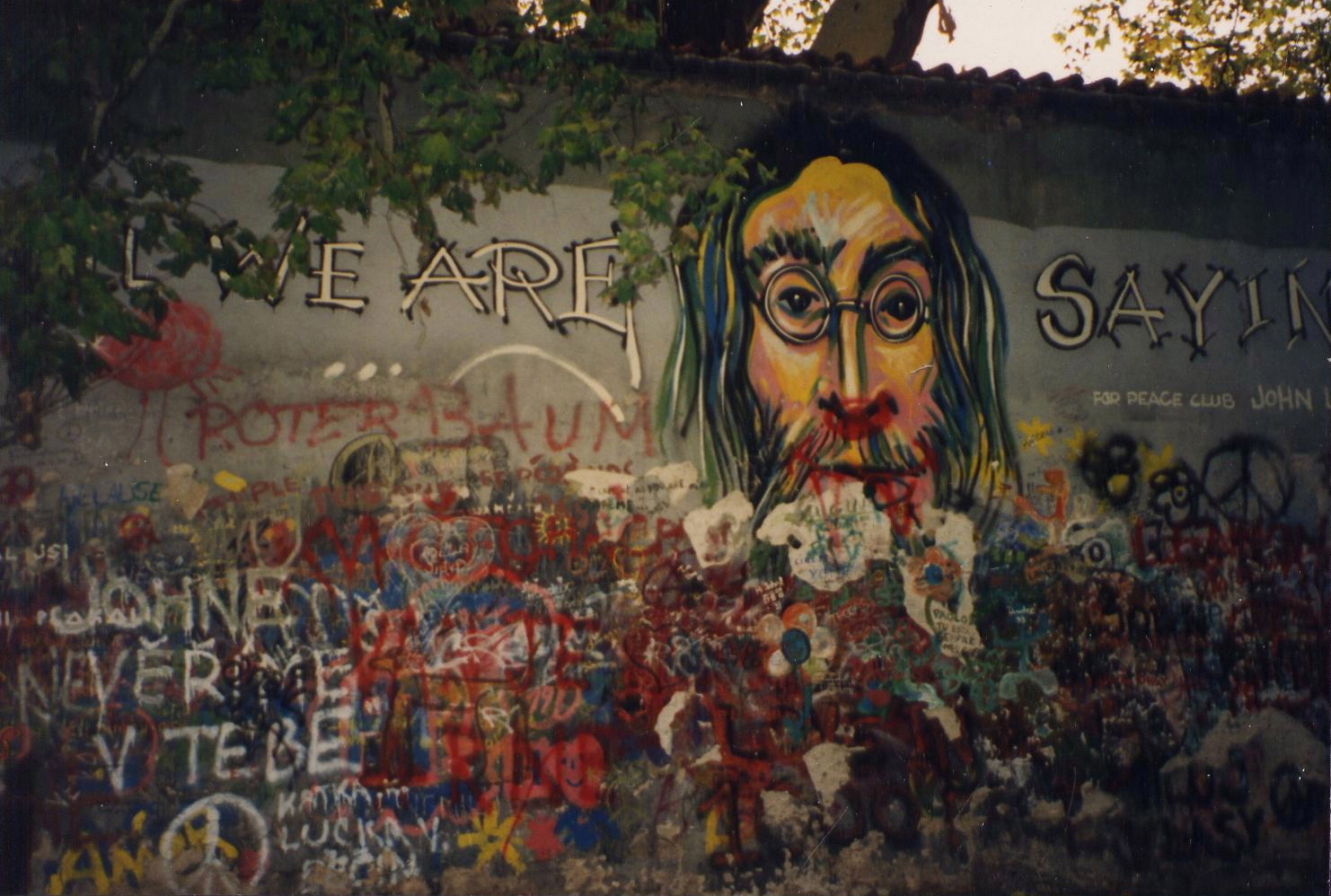
Lennonova zeď v roce 1993

Po navrácení areálu řádu maltézských rytířů se vlastník rozhodl zeď opravit. Na návrh Mírového klubu Johna Lennona pak řád nechal malíře Františka Flašara na zeď vytvořit portrét Johna Lennona. Podle původní představy se na zeď kolem portrétu měly pouze kreslit květiny, tyto představy se však nenaplnily.
Zeď se během času měnila a původní Lennonův portrét byl dlouho schován pod vrstvou nových maleb. Pokaždé, když byly malby přetřeny barvou, následující den se obnovilo mnoho veršů a obrázků květin. Dnes zeď reprezentuje symbol svobodných ideálů, mezi které patří láska a mír (love and peace).
V listopadu 2000 členové umělecké skupiny Rafani celou zeď přetřeli zelenou barvou a doprostřed umístili nápis láska, což prezentovali jako odpověď na tehdejší politickou situaci a na vyprázdnění původního ducha místa. Poté se na zdi opět začaly objevovat nápisy v Lennonovském duchu. O několik měsíců později majitel na příkaz úřadu (dle Petra Blažka památkového úřadu) zeď natřel okrovou barvou.

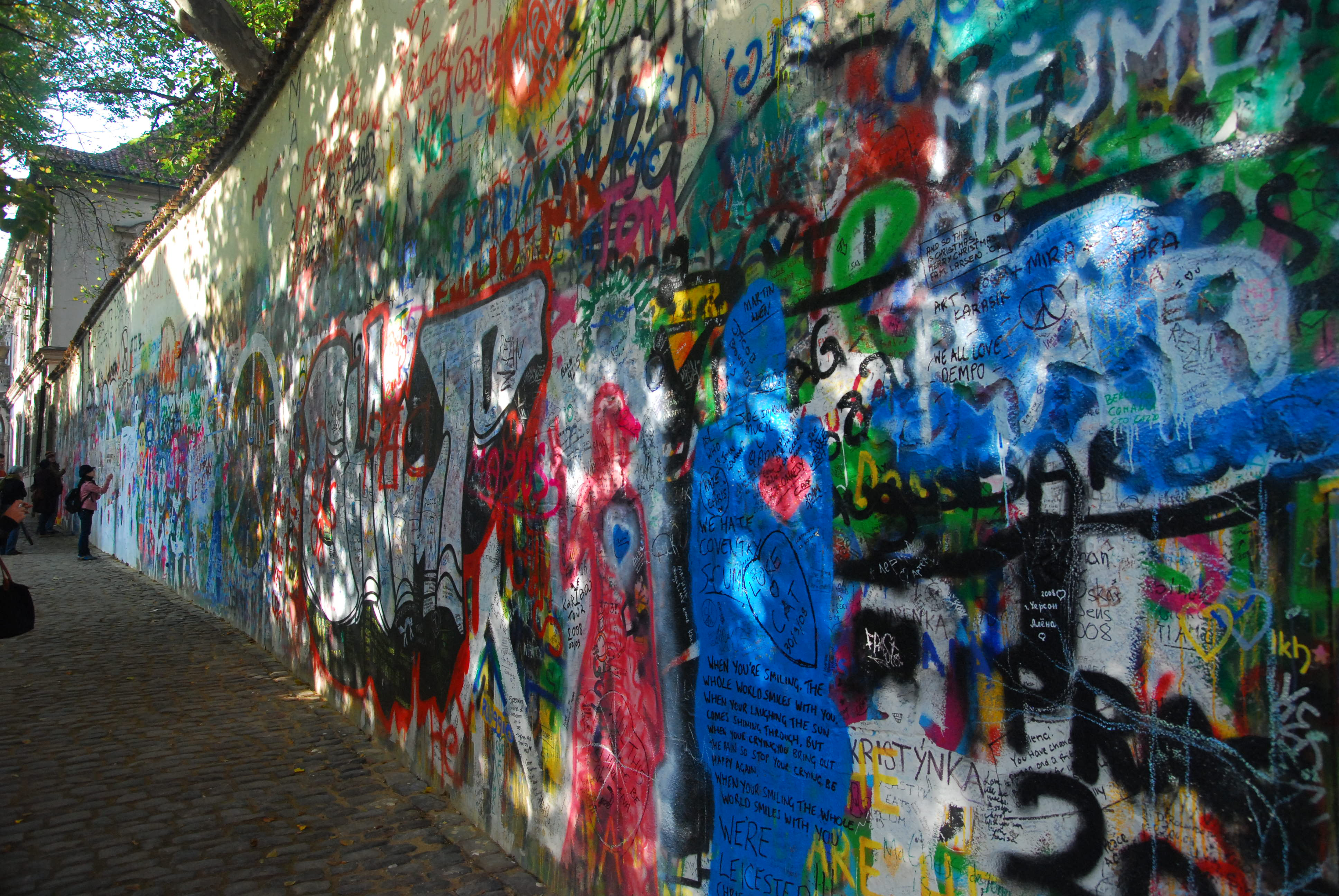
Podoba zdi v říjnu 2008

Po přelomu století se zeď stala turistickou atrakcí a místo navštěvují zástupy turistů. Původní idealistické nápisy začaly vytlačovat vzkazy všeho druhu. Zeď je vlastněna maltézskými rytíři, kterými údajně bylo schváleno kreslení graffiti na zeď.

V noci z neděle 16. na pondělí 17. listopadu 2014 kdosi přetřel celou zeď na bílo a vytvořil na ní nápis „Wall is over!“ (parafráze Lennonovy písně War is over z roku 1971). Od úterního dopoledne se na zdi podle iDnes.cz začaly objevovat nové nápisy. Zástupci Suverénního řádu maltézských rytířů – Českého velkopřevorství čin označili za vandalství a uvedli, že na neznámého pachatele podali trestní oznámení. Mluvčí městské části Praha 1 uvedla, že jedině na Lennonově zdi bylo sprejerství vnímáno jako symbolické dílo, které má svou historii, a že přemalování této zdi na bílo a napsání nápisu Wall is over bere městská část jako sprejerství naruby, které jí podporované není. Policejní mluvčí přijetí trestního oznámení potvrdil, ale vyjádřil názor, že o trestný čin sprejerství se nejedná, protože k němu je zeď v podstatě určena, ale jedná se maximálně o přestupek, a to buď proti občanskému soužití, nebo proti majetku, což bude předmětem šetření. K autorství se přihlásila studentská streetartová skupina Pražská služba, jejíž zástupce prohlásil, že to udělali na počest a v rámci oslav 17. listopadu s odkazem na Johna Lennona. V prohlášení, v němž se označují jako „studenti uměleckých škol“, odkazují k tomu, že před 25 lety jedna velká totalitární zeď padla, a bílá zeď má symbolizovat svobodu, poskytnutí volného prostoru novým vzkazům současné generace.

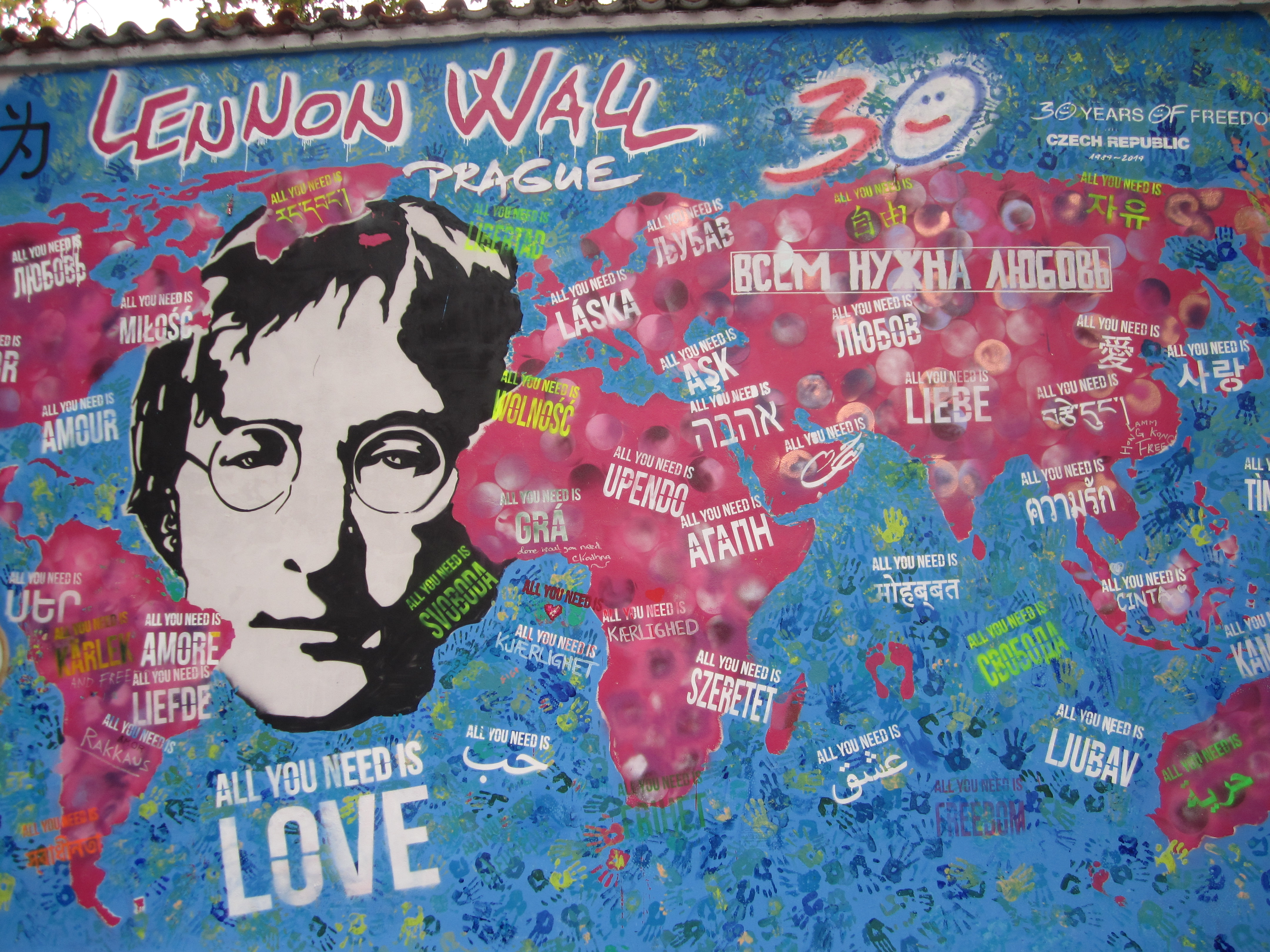
Ústřední část nové podoby Lennonovy zdi, listopad 2019

V polovině března 2019 zeď pomalovaly desítky umělců z Česka i zahraničí kolem Pavla Štastného. Akce měla započít oslavy 30. výročí od pádu komunistického režimu. V dubnu pak zeď přetřeli zástupci hnutí Extinction Rebellion, která tím veřejně apelovala na politiky, aby začali jasně řešit klimatickou krizi.
V roce 2019 se Lennonova zeď stala také jedním ze symbolů protestů v Hongkongu. V Hongkongu, po zabílení zdi v roce 2014, vzniklo několik desítek napodobenin pražské zdi, na něž vypisovali (především mladí lidé na nalepovacích papírcích) svou touhu po autonomii a svobodě. Tyto zdi byly přeneseny i do dalších měst s početnou čínskou komunitou, např. do Austrálie, Kanady nebo na Nový Zéland. U zdí, které byly v létě 2019 obnoveny, přibyly konflikty – nejprve slovní, později i útoky noži – s propekingskými organizacemi (především Sdružení čínských studentů a vědců), které tyto zdi (někdy i za policejní ochrany) pravidelně demolují či vandalizují.
Od léta 2019 se na pražské zdi objevovaly vzkazy hongkongských aktivistů a jejich sympatizantů. Na konci září je však přemalovala propekingská skupina svým vlastním agitpropem k 70. výročí ČLR. Následovalo vzájemné přemalovávání zdi oběma skupinami, přičemž čínští studenti své státní symboly bránili i vlastními těly.
7. října 2019 začala rekonstrukce zdi, kterou si objednali maltézští rytíři. Byla odstraněna omítka a opravena římsa i historický portál. Přesně po měsíci, 7. listopadu 2019, byla zeď slavnostně odhalena ve své nové podobě. Nově funguje jako venkovní galerie, na jejíž první tváři se podílel český designér Pavel Šťastný spolu s více než třiceti umělci. Zdi teď dominuje ikonický portrét Johna Lennona. Je na ní zároveň i několik bílých ploch, kam budou moct lidé psát svoje vzkazy tužkou, křídou nebo propiskou. Sprejování na Lennonovu zeď už ale povolené není, s čímž má pomoct Praha 1, která na obnově Lennonovy zdi spolupracovala. „Častěji bude chodit hlídka městské policie, Policie České republiky a toto místo bude pod monitoringem městského kamerového systému. Je zde zakázán busking a toto místo bude prohlášeno pamětním místem, které bude mít jasný řád, jak se zde má návštěvník chovat," přibližuje místostarosta Prahy 1 Petr Hejma ze STAN. Je to tak vůbec poprvé, co Lennonově zdi veřejné instituce přiznaly oficiální status. Na jaře 2020 chtěl Řád maltézských rytířů společně s Prahou 1 vyhodnotit, jak efektivně tento nový systém funguje.

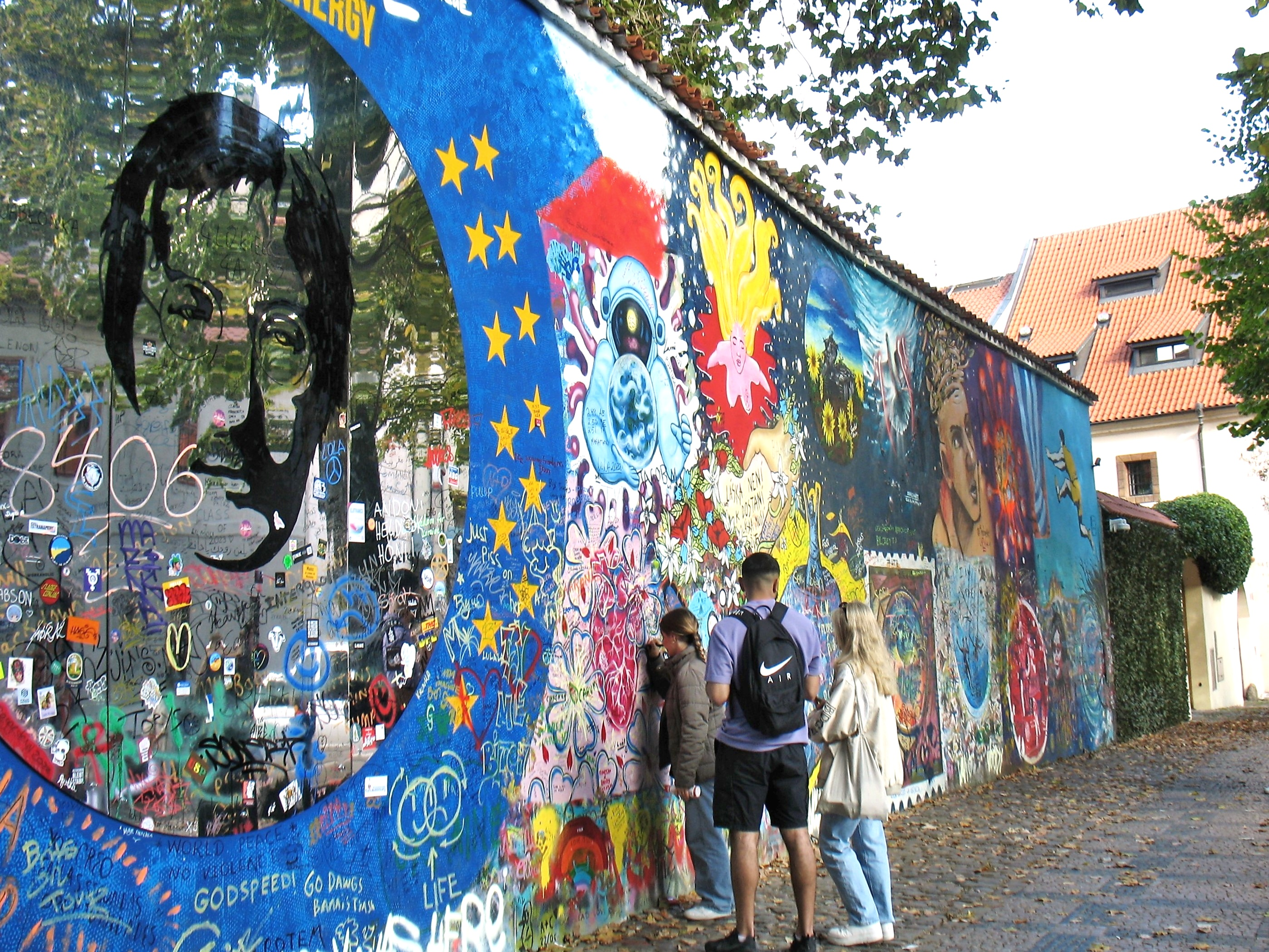
Lennonova zeď se zrcadlem po přemalbě ze září 2022

### Přemalování zdi 7. září 2022
K nové přemalbě zdi došlo v rámci projektu Zeď svobody a energie v roce 2022. Během středy 7. září 2022 zde vytvořilo novou podobu Lennonovy zdi celkem 29 umělců z celé Evropy. Kromě tradičního vyobrazení Johna Lennona bylo v centrální části zdi umístěno velké kruhové zrcadlo s dalším portrétem zpěváka, v němž se odrážejí okolní domy i obrazy lidí stojících před zdí.
V říjnu 2022 skupina českých umělců přivezla do Paříže v rámci českého předsednictví v Radě Evropské unie kopii nové podoby Lennonovy zdi. Kopie, která je nafukovací, má stejné rozměry jako originál a lze skrze ni procházet, byla umístěna na prostranství před Pantheonem a radnicí pátého pařížského obvodu pouze na jeden den, a to ve čtvrtek 20. října 2022. Podle plánu by tato kopie Lennonovy zdi měla být postupně představena i v dalších evropských městech.

## Některé z veršů z ledna 1977

Lennonova zeď (2. května 2015)[https://tools.wmflabs.org/zoomviewer/index.php?f=Lennon_Wall%282015-05-02%29%28js%29.jpg Maximum

Ukradnu křídu ve škole

a budu po zdech verše psát

až budu slavnej básník

budu bydlet na měsíci

•••
Má malá čarodějko

v dáli za horama čeká svítání

•••
Tma v těžkých kusech padá teď

strom třese se v své bezlistnosti

pad snění hrad a trčí holá zeď

tak počmáraná od lítosti

•••
Černý šátek smrti

mi oči zavázal

já cítím, že už musím

jít

Ach škoda každé minuty

kterou jsem kdy prováhal

•••
Až budeš někdy sám

tak přijď k týhle starý zdi

poslouchej jak zvoní voda

a čekej – někdo ti svou ruku podá

•••
Pět knoflíčků

na přepínacích šatech

stud
nesmělost
neobratnost
touha
a pátý?

Ten byl první

ten sis přece

rozepnula sama

•••
Z hromádky na kulatém stole

vylétlo srdcové eso

Ta karta nebyla stará

a chtěla poznat svět

Nenarostla jí křídla

spadla pod kroky chodců

jedenapadesát sester

jí přišlo na pohřeb

•••
Jen kříže vidím teď

černý a studený

schovám se pod

jeden z nich a
budu spát
vždyť nemáš mě rád
•••
Věděl jsem a tušil

odcházím a zase blížím

Blížím se a začínám hořet

ve střemhlavém letu

ztrácím přehled –

plnou náručí hrne se

na mne štěstí